# 小行星3289
小行星3289（3289 Mitani）是一颗围绕太阳公转的小行星。1934年9月7日，卡爾·威廉·賴因穆特在海德堡发现了此天体。
該小行星以日本天文學家三谷哲康命名。
这颗小行星的绝对星等为352.06180等。